# Alpinia
Genre
Classification APG II (2003)
Alpinia est un genre de plantes de la famille des Zingibéracées. Il comprend environ 400 espèces répandues dans les régions tropicales.
Ce genre a été nommé par William Roxburgh en hommage à Prospero Alpini (1553-1617), botaniste italien. 

## Description

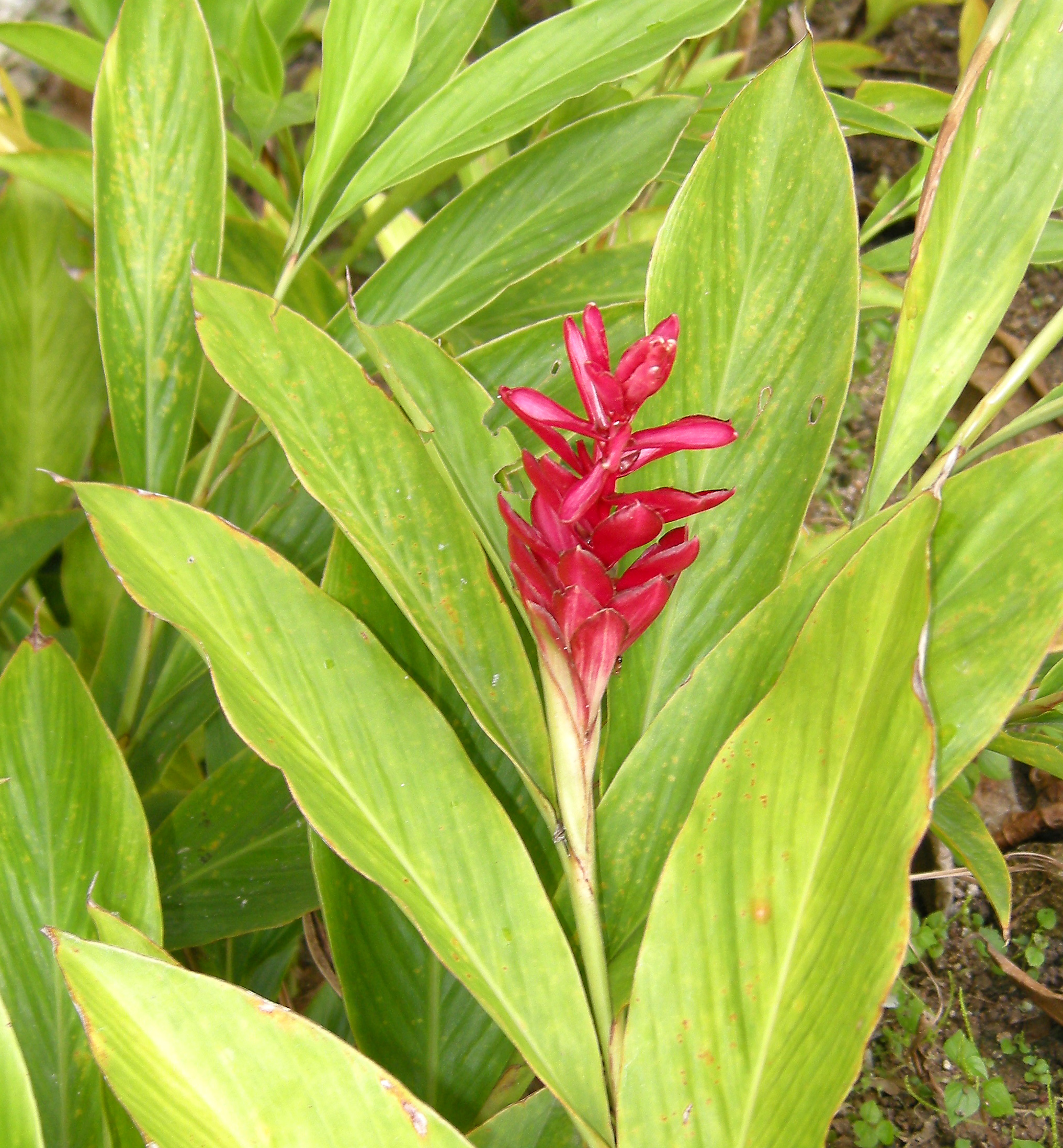
Gingembre rouge (Alpinia purpurata), dans le parc national de Khao Yai, en Thaïlande.

Ces plantes herbacées poussent à partir d'un rhizome épais, rampant. Elles mesurent entre 1 et 3 m de hauteur et présentent chez de nombreuses espèces du genre une fausse "tige", en fait constituée de feuilles imbriquées. Les feuilles sont de forme lancéolée ou oblongue. L'inflorescence apparait à l'extrémité de cette fausse tige. Elle comporte un axe floral portant d'une à trois bractées écailleuses mesurant moins de 7 mm, qui tombent souvent à maturité. Elle forme une panicule, une grappe ou un épi, dont chaque ramification porte d'une à trois fleurs voire davantage, précédée(s) par des bractéoles variables selon les espèces (grandes ou petites, voire absentes),.
Chaque fleur présente un calice à sépales soudés en cloche ou en tube, dont la bordure présente trois dents peu prononcées, se fendant parfois sur un côté à maturité. Les pétales de la corolle sont eux aussi soudés en tube à la bordure lobée. Un des lobes est souvent plus grand que les autres et forma parfois une sorte de capuchon. L'ovaire présente trois loges,.
Le fruit est une capsule généralement indéhiscente, de forme globuleuse. Les nombreuses graines, de forme anguleuse, sont souvent entourées d'une arille,.

## Répartition et habitat
Originaire d'Asie et de diverses îles de l'Océanie, ces espèces ont été introduites sur d'autres continents, notamment comme espèces ornementales. Pour être cultivées en extérieur, elles demandent un climat plutôt chaud, tropical ou subtropical,.

## Dénominations et systématique

### Synonymes du genre
Les appellations des genres et des espèces de cette famille ont dû, après un foisonnement normal et créatif, être rationalisées. 
Selon World Checklist of Selected Plant Families (WCSP) (15 oct 2011):
- Adelmeria Ridl.
- Albina Giseke
- Buekia Giseke
- Catimbium Juss.
- Cenolophon Blume
- Elmeria Ridl.
- Eriolopha Ridl.
- Guillainia Vieill.
- Hellenia Willd.
- Hellwigia Warb.
- Heritiera Retz.
- Kolowratia C. Presl
- Languas J. Koenig ex Small
- Martensia Giseke
- Odontychium K.Schum.
- Strobidia Miq.
- Zerumbet J.C.Wendl.

### Liste d'espèces
Selon World Checklist of Selected Plant Families (WCSP) (10 sept 2011):

### Espèces aux noms synonymes, obsolètes et leurs taxons de référence
Selon World Checklist of Selected Plant Families (WCSP) (10 sept 2011) :